# Purworejo (Gemolong)
Purworejo is een bestuurslaag in het regentschap Sragen van de provincie Midden-Java, Indonesië. Purworejo telt 2011 inwoners (volkstelling 2010).